# رون يندستروم (ممثل)
رون يندستروم (بالسويدية: Rune Lindström)‏ هو كاتب سيناريو وممثل سويدي، ولد في 28 أبريل 1916 في Parish in the Diocese of Västerås Fagersta Municipality in Västmanland ‏ في السويد، وتوفي في 25 أبريل 1973 في Leksand ‏ في السويد.

## وصلات خارجية
- رون يندستروم على موقع IMDb (الإنجليزية)
- رون يندستروم على موقع ألو سيني (الفرنسية)
- رون يندستروم على موقع ميوزك برينز (الإنجليزية)
- رون يندستروم على موقع أول موفي (الإنجليزية)
- رون يندستروم على موقع قاعدة بيانات الأفلام السويدية (السويدية)
- رون يندستروم على موقع قاعدة بيانات الفيلم (الإنجليزية)
- رون يندستروم على موقع كينوبويسك (الروسية)